# Mama vyšla zamuž
Mama vyšla zamuž (Мама вышла замуж) è un film del 1969 diretto da Vitalij Vjačeslavovič Mel'nikov.